# Caucazul Mic
Caucazul Mic (în azeră: Kiçik Qafqaz Dağları, în georgiană: მცირე კავკასიონი, în armeană Փոքր Կովկաս Pʿokʿr Kovkas, în rusă Малый Кавказ, în engleză Lesser Caucasus) este al doilea dintre cele două lanțuri muntoase din Munții Caucaz, având o lungime de circa 600 km.
Caucazul Mic este paralel cu Caucazul Mare, aflat la o distanță medie de aproximativ 100 km. Cele două lanțuri sunt unite printr-un alt lanț muntos mai mic, lanțul Likhi (în Georgia) și sunt separate între ele prin depresiunea Kolkhida (Georgia) în vest și depresiunea Kura (Azerbaidjan) (cu râul Kura) în est.

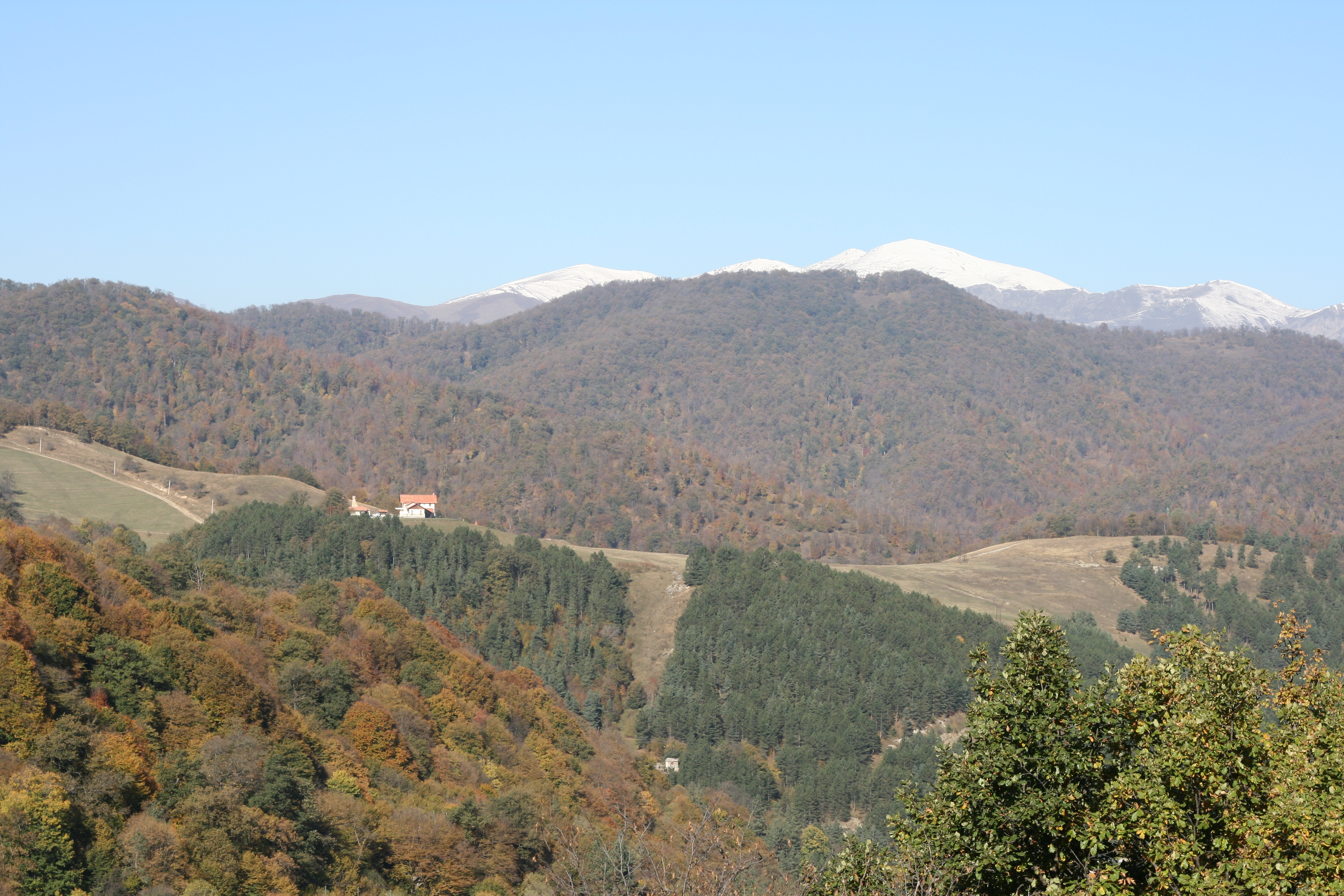
Caucazul Mic în Armenia

Punctul culminant al muntelui este vârful Aragaț, cu o altitudine de 4090 m.

## Galerie

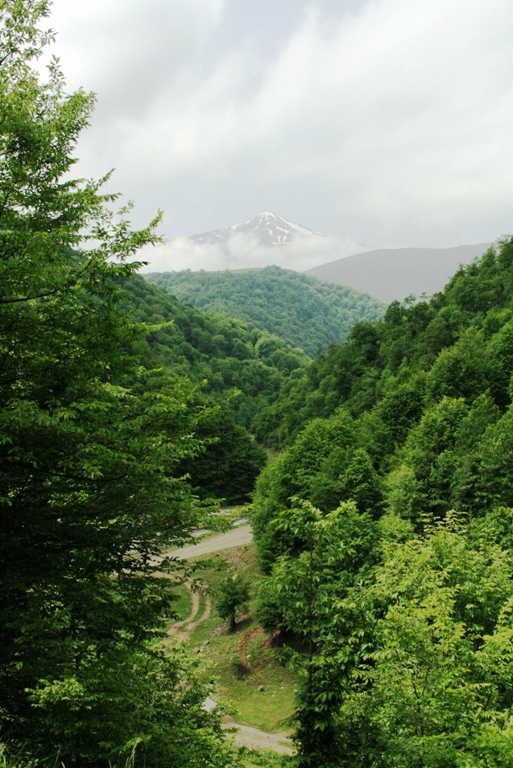
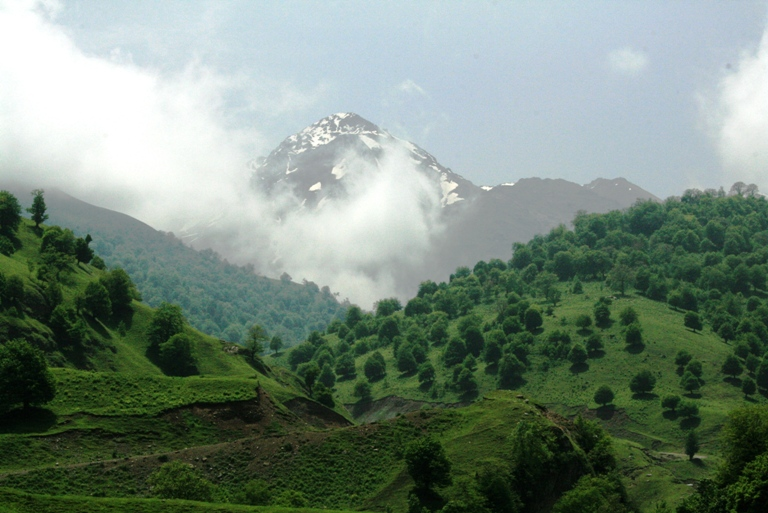
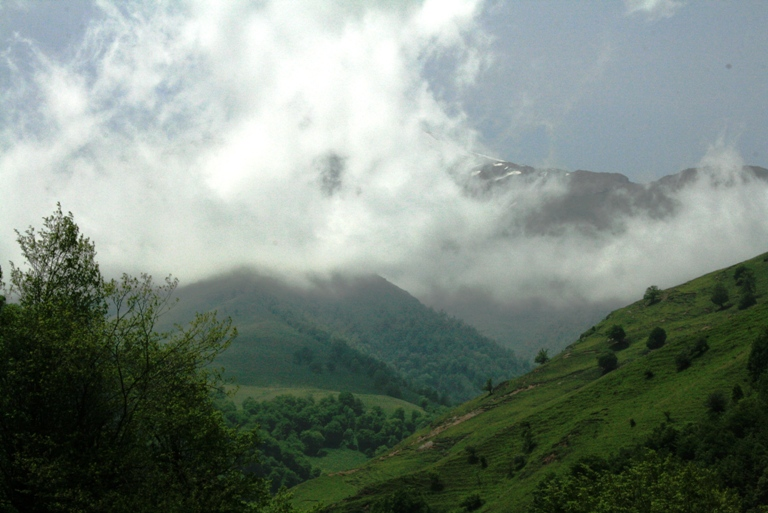

Caucazul Mic în Azerbaidjan